# Günther Felßner

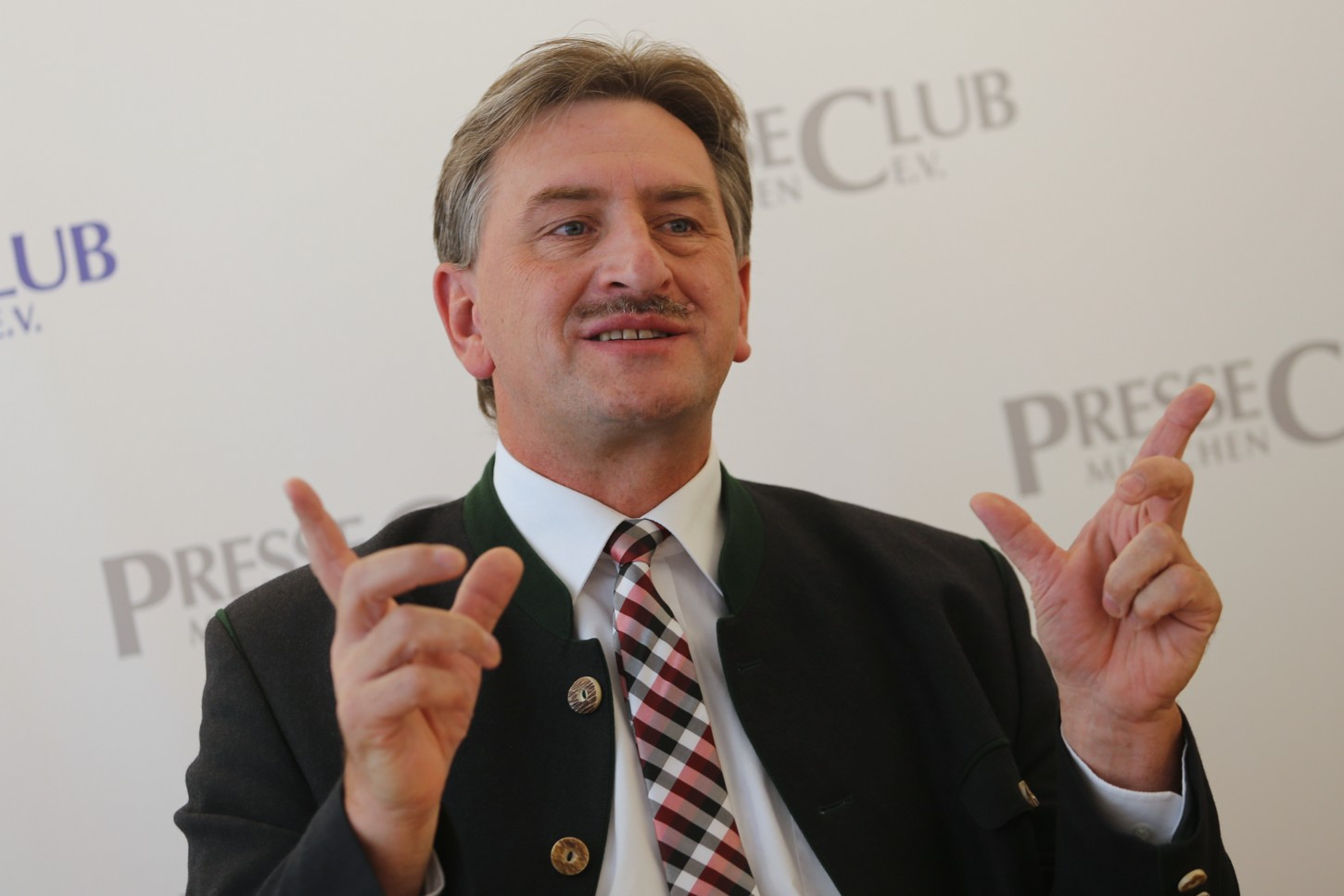
Günther Felßner (2016)

Günther Felßner (* 7. November 1966 in Lauf an der Pegnitz) ist ein deutscher Landwirt, Agrarfunktionär und Politiker (CSU). Er ist seit 2022 Präsident des Bayerischen Bauernverbandes (BBV) und seit 2023 stellvertretender Präsident des Deutschen Bauernverbandes (DBV), einer Interessenvertretung der deutschen Landwirtschaft, in dem 18 Landesbauernverbände Mitglied sind.

## Leben

### Frühe Jahre und Ausbildung
Günther Felßner wurde in Lauf an der Pegnitz geboren.
Nach der Schulausbildung an Grund-, Real- und Fachoberschule mit landwirtschaftlicher Lehre studierte Felßner an der Abteilung Triesdorf der Fachhochschule Weihenstephan das Fach Landwirtschaft und schloss 1992 dieses Studium als Diplomingenieur ab. 1987 wurde er Landessieger im forstwirtschaftlichen Wettbewerb Bayern.

### Beruf
Felßner bewirtschaftet einen Betrieb mit 100 Milchkühen, 170 Hektar landwirtschaftlicher Nutzfläche, 50 Prozent Grünland, Futterbau, Marktfruchtbau, 20 Hektar Forst und einer 150 Kilowatt-Dach-Photovoltaikanlage.
Seit 2002 ist Felßner ehrenamtlich im BBV als Ortsobmann und seit 2007 als Kreisobmann im Kreisverband Nürnberger Land tätig. 2012 wurde er zum Präsidenten des Bezirksverbandes Mittelfranken gewählt.
Am 3. Mai 2012 wurde Felßner in Nachfolge des aus dem Amt scheidenden Jürgen Ströbel zum stellvertretenden Präsidenten des Bayerischen Bauernverbandes gewählt und 2017 in diesem Amt bestätigt. Seit dem 21. Oktober 2022 ist er Präsident des BBV.

### Verurteilung wegen Gewässerverunreinigung
2016 ermittelte die Staatsanwaltschaft Nürnberg-Fürth nach einer anonymen Anzeige gegen Felßner, da von seinem Hof über mehrere Jahre hinweg Silagesickersäfte in ein benachbartes Wasserschutzgebiet geflossen sein sollen.
Felßner bestritt die Vorwürfe und legte Einspruch gegen einen gegen ihn verhängten Strafbefehl ein. Das Verfahren wurde 2018 vor dem Amtsgericht Hersbruck im Rahmen einer Verständigung mit einem Schuldspruch und reduzierten Strafbefehl abgeschlossen. Mit dem Urteil ist er nicht vorbestraft.

### Vorwurf der Tierquälerei
2025 ermittelte die Polizeiinspektion Lauf an der Pegnitz gegen Felßner aufgrund des Tatverdachts mehrerer Verstöße gegen das Tierschutzgesetz.

### Politische Karriere
Am 28. Juni 2023 wurde Felßner zu einem der Vizepräsidenten des Deutschen Bauernverbandes gewählt.
Im November 2024 gab der Parteivorsitzende der CSU, Markus Söder bekannt, dass Felßner auf der Landesliste der CSU für die Bundestagswahl 2025 kandidiere und möglichst das Agrarministerium übernehmen solle. Er erhielt bei der Bundestagswahl keinen Sitz im Deutschen Bundestag, wollte aber weiterhin Bundesagrarminister werden.

### Kandidatur für das Amt des Bundeslandwirtschaftsministers
Felßner zog seine Kandidatur für das Amt des Bundeslandwirtschaftsministers am 25. März 2025 zurück, vier Wochen nach der Bundestagswahl 2025. Als Grund nannte er, dass er nicht bereit sei, die Sicherheit seiner Familie aufs Spiel zu setzen oder den Hof und seine Tiere durch Einbrüche zu gefährden. Am Vortag, als Felßner sich bei Sondierungsverhandlungen in Berlin befand, hatten Aktivisten der Tierrechtsorganisation Animal Rebellion auf Felßners Bauernhof mit Bengalos und Transparenten protestiert. Seine Frau habe physische und psychische Gewalt erfahren und in der Folge einen Zusammenbruch erlitten. Gegen diese Aktivisten wird nun wegen Hausfriedensbruch ermittelt.
Es gab vorher breite Proteste von Umwelt- und Tierschützern gegen Felßners Nominierung. Er stand massiv in der Kritik wegen Äußerungen zur Klimapolitik und zu Pestiziden. Das ARD-Magazin Panorama bezweifelte in einem Beitrag über Felßner dessen fachliche Eignung, da er wissenschaftliche Fakten zum Arten- und Klimaschutz in Frage stelle. So habe er bei einer Bauern-Demo erklärt „Esst Fleisch fürs Klima!“. Zudem habe er bestritten, dass der Einsatz von Pflanzenschutzmitteln die Artenvielfalt beeinträchtigt. Wissenschaftler widersprechen diesen Aussagen. Zwei Onlinepetitionen der Organisation Campact und des Umweltinstituts München gegen eine Ernennung Felßners erhielten mehrere hunderttausend Unterschriften. Eine Petition der Organisation Campact erhielt 400.000 Unterschriften gegen Felßner. Campact bezeichnete ihn als Cheflobbyist des Deutschen Bauernverbands, der „stark verfilzt mit der Agrarlobby“ sei.

### Privates
Felßner ist verheiratet und hat drei Kinder. Ehrenamtlich ist Felßner als CSU-Mitglied im Stadtrat der Stadt Lauf und Kreisrat im Landkreis Nürnberger Land tätig.

## Positionen
In einem Interview mit der Lebensmittel Zeitung skizzierte Felßner seine ernährungs- und agrarpolitischen Pläne. Felßner sagte dem Journalisten Hans-Jürgen Deglow, er trete für den Grundsatz „Freiwilligkeit vor Ordnungsrecht“ ein. Felßner betonte: „Eine Politik, die mit Ordnungsrecht, mit Verboten arbeiten muss, verrät eigentlich nur, dass sie keine Vision hat. Eine solche Politik versteht auch nicht, dass freiwillige Maßnahmen und Kooperation mit der Wirtschaft die besseren Lösungen bringen.“ Eingriffe in die Rezepturhoheit der Lebensmittelwirtschaft lehne er ab: „Ich vertrete einen freiheitlichen Ansatz. Es ist nicht die Rolle des Staates, in Rezepte hineinzuregieren.“
Felßner äußerte sich in dem Interview auch zu dem von Cem Özdemir ausgegebenen Ziel, bis 2030 einen Bio-Anteil von 30 Prozent zu haben: „Das Ziel muss sein, so viel Bio zu produzieren, wie wir vernünftig absetzen können und gern ein halbes Prozent mehr. Aber ein rein politisch vorgegebenes Ziel ist an der Stelle falsch und gefährlich.“

## Auszeichnungen
- 2024: Bayerischer Verdienstorden